# Remo nos Jogos Olímpicos de Verão de 2016 - Quatro sem masculino
As provas de quatro sem masculino nos Jogos Olímpicos de 2016 decorreram entre 8 e 12 de agosto na Lagoa Rodrigo de Freitas, Rio de Janeiro.

## Formato da competição
As competições de remo desenrolaram-se em formato de rondas, dependendo de quantas embarcações estavam inscritas. Cada regata teve um máximo de seis embarcações participantes, desenrolando-se ao longo de 2000 metros. No quatro sem masculino, com 13 embarcações, os três primeiros de cada regata qualificatória seguiram diretamente para as semifinais, e os restantes disputaram vagas adicionais na repescagem (apuraram os três primeiros da regata). Nas semifinais os melhores três de cada regata seguiram em frente para a final A (disputa pelas medalhas), e as restantes embarcações competiram na final B, discutindo as restantes posições.

## Calendário
Os horários são pelo fuso de Brasília (UTC−3).
| Data                       | Hora  | Ronda           |
| -------------------------- | ----- | --------------- |
| Segunda-feira, 8 de agosto | 13:00 | Qualificatórias |
| Terça-feira, 9 de agosto   | 12:00 | Repescagem      |
| Quinta-feira, 11 de agosto | 09:30 | Semifinais      |
| Sexta-feira, 12 de agosto  | 09:40 | Final B         |
| Sexta-feira, 12 de agosto  | 11:27 | Final A         |

## Medalhistas
Os remadores da Grã-Bretanha sagraram-se campeões olímpicos graças à vitória na final à frente dos medalhados com prata da Austrália e da embarcação italiana (bronze).
|  | GBR Grã-Bretanha                                             |  | AUS Austrália                                              |  | ITA Itália                                                    |
|  | Alex Gregory Mohamed Sbihi George Nash Constantine Louloudis |  | Will Lockwood Josh Dunkley-Smith Josh Booth Alexander Hill |  | Domenico Montrone Matteo Castaldo Matteo Lodo Giuseppe Vicino |

## Resultados
Estes foram os resultados de todas as fases da competição:

### Qualificatórias
Os três primeiros de cada regata qualificaram-se para as semifinais, e os restantes disputaram a ronda de repescagem.

#### Qualificatória 1
| Pos. | Remadores                                                                 | País              | Tempo   | Notas |
| ---- | ------------------------------------------------------------------------- | ----------------- | ------- | ----- |
| 1    | Will Lockwood Josh Dunkley-Smith Josh Booth Alexander Hill                | AUS Austrália     | 5:54.84 | SA/B  |
| 2    | Maximilian Korge Maximilian Planer Anton Braun Felix Wimberger            | GER Alemanha      | 5:59.74 | SA/B  |
| 3    | Harold Langen Peter van Schie Vincent van der Want Govert Viergever       | NED Países Baixos | 6:00.55 | SA/B  |
| 4    | Vlad Dragoș Aicoboae Constantin Adam Marius Cozmiuc Toader-Andrei Gontaru | ROU Romênia       | 6:02.56 | R     |
| 5    | Artem Kosov Anton Zarutskiy Vladislav Ryabtsev Nikita Morgachyov          | RUS Rússia        | 6:03.89 | R     |

#### Qualificatória 2
| Pos. | Remadores                                                     | País               | Tempo   | Notas |
| ---- | ------------------------------------------------------------- | ------------------ | ------- | ----- |
| 1    | Domenico Montrone Matteo Castaldo Matteo Lodo Giuseppe Vicino | ITA Itália         | 5:56.01 | SA/B  |
| 2    | Will Crothers Tim Schrijver Conlin McCabe Kai Langerfeld      | CAN Canadá         | 5:58.26 | SA/B  |
| 3    | Henrik Rummel Matthew Miller Charles Cole Seth Weil           | USA Estados Unidos | 5:58.31 | SA/B  |
| 4    | Vadzim Lialin Dzianis Mihal Mikalai Sharlap Ihar Pashevich    | BLR Bielorrússia   | 6:02.93 | R     |

#### Qualificatória 3
| Pos. | Remadores                                                                | País              | Tempo   | Notas |
| ---- | ------------------------------------------------------------------------ | ----------------- | ------- | ----- |
| 1    | Alex Gregory Mohamed Sbihi George Nash Constantine Louloudis             | GBR Grã-Bretanha  | 5:55.59 | SA/B  |
| 2    | Dionysios Angelopoulos Ioannis Tsilis Georgios Tziallas Ioannis Christou | GRE Grécia        | 5:59.65 | SA/B  |
| 3    | Benjamin Lang Mickaël Marteau Valentin Onfroy Théophile Onfroy           | FRA França        | 6:00.72 | SA/B  |
| 4    | David Hunt Jonty Smith Vincent Breet Jake Green                          | RSA África do Sul | 6:01.64 | R     |

### Repescagem
Os três primeiros apuraram-se para as semifinais.
| Pos. | Remadores                                                                 | País              | Tempo   | Notas |
| ---- | ------------------------------------------------------------------------- | ----------------- | ------- | ----- |
| 1    | David Hunt Jonty Smith Vincent Breet Jake Green                           | RSA África do Sul | 6:34.97 | SA/B  |
| 2    | Vadzim Lialin Dzianis Mihal Mikalai Sharlap Ihar Pashevich                | BLR Bielorrússia  | 6:36.50 | SA/B  |
| 3    | Artem Kosov Anton Zarutskiy Vladislav Ryabtsev Nikita Morgachyov          | RUS Rússia        | 6:39.32 | SA/B  |
| 4    | Vlad Dragoș Aicoboae Constantin Adam Marius Cozmiuc Toader-Andrei Gontaru | ROU Romênia       | 6:39.64 |       |

### Semifinais
Os primeiros três de cada regata qualificaram-se para a final A, enquanto os restantes disputaram a final B.

#### Semifinal 1
| Pos. | Remadores                                                                | País               | Tempo   | Notas |
| ---- | ------------------------------------------------------------------------ | ------------------ | ------- | ----- |
| 1    | Will Lockwood Josh Dunkley-Smith Josh Booth Alexander Hill               | AUS Austrália      | 6:11.82 | FA    |
| 2    | David Hunt Jonty Smith Vincent Breet Jake Green                          | RSA África do Sul  | 6:15.22 | FA    |
| 3    | Domenico Montrone Matteo Castaldo Matteo Lodo Giuseppe Vicino            | ITA Itália         | 6:16.54 | FA    |
| 4    | Henrik Rummel Matthew Miller Charles Cole Seth Weil                      | USA Estados Unidos | 6:19.08 | FB    |
| 5    | Dionysios Angelopoulos Ioannis Tsilis Georgios Tziallas Ioannis Christou | GRE Grécia         | 6:24.04 | FB    |
| 6    | Artem Kosov Anton Zarutskiy Vladislav Ryabtsev Nikita Morgachyov         | RUS Rússia         | 6:24.89 | FB    |

#### Semifinal 2
| Pos. | Remadores                                                           | País              | Tempo   | Notas |
| ---- | ------------------------------------------------------------------- | ----------------- | ------- | ----- |
| 1    | Alex Gregory Mohamed Sbihi George Nash Constantine Louloudis        | GBR Grã-Bretanha  | 6:17.13 | FA    |
| 2    | Will Crothers Tim Schrijver Conlin McCabe Kai Langerfeld            | CAN Canadá        | 6:20.66 | FA    |
| 3    | Harold Langen Peter van Schie Vincent van der Want Govert Viergever | NED Países Baixos | 6:21.04 | FA    |
| 4    | Vadzim Lialin Dzianis Mihal Mikalai Sharlap Ihar Pashevich          | BLR Bielorrússia  | 6:22.46 | FB    |
| 5    | Benjamin Lang Mickaël Marteau Valentin Onfroy Théophile Onfroy      | FRA França        | 6:26.94 | FB    |
| 6    | Maximilian Korge Maximilian Planer Anton Braun Felix Wimberger      | GER Alemanha      | 6:35.90 | FB    |

### Finais

#### Final B
| Pos. | Remadores                                                                | País               | Tempo   | Notas |
| ---- | ------------------------------------------------------------------------ | ------------------ | ------- | ----- |
| 1    | Henrik Rummel Matthew Miller Charles Cole Seth Weil                      | USA Estados Unidos | 5:59.20 |       |
| 2    | Dionysios Angelopoulos Ioannis Tsilis Georgios Tziallas Ioannis Christou | GRE Grécia         | 6:00.56 |       |
| 3    | Vadzim Lialin Dzianis Mihal Mikalai Sharlap Ihar Pashevich               | BLR Bielorrússia   | 6:00.57 |       |
| 4    | Artem Kosov Anton Zarutskiy Vladislav Ryabtsev Nikita Morgachyov         | RUS Rússia         | 6:02.09 |       |
| 5    | Benjamin Lang Mickaël Marteau Valentin Onfroy Théophile Onfroy           | FRA França         | 6:02.21 |       |
| 6    | Maximilian Korge Maximilian Planer Anton Braun Felix Wimberger           | GER Alemanha       | 6:06.24 |       |

#### Final A
| Pos.              | Remadores                                                           | País              | Tempo   | Notas |
| ----------------- | ------------------------------------------------------------------- | ----------------- | ------- | ----- |
| Medalha de ouro   | Alex Gregory Mohamed Sbihi George Nash Constantine Louloudis        | GBR Grã-Bretanha  | 5:58.61 |       |
| Medalha de prata  | Will Lockwood Josh Dunkley-Smith Josh Booth Alexander Hill          | AUS Austrália     | 6:00.44 |       |
| Medalha de bronze | Domenico Montrone Matteo Castaldo Matteo Lodo Giuseppe Vicino       | ITA Itália        | 6:03.85 |       |
| 4                 | David Hunt Jonty Smith Vincent Breet Jake Green                     | RSA África do Sul | 6:05.80 |       |
| 5                 | Harold Langen Peter van Schie Vincent van der Want Govert Viergever | NED Países Baixos | 6:08.38 |       |
| 6                 | Will Crothers Tim Schrijver Conlin McCabe Kai Langerfeld            | CAN Canadá        | 6:15.93 |       |